# Bukit Murau
Bukit Murau is een bestuurslaag in het regentschap Sarolangun van de provincie Jambi, Indonesië. Bukit Murau telt 5395 inwoners (volkstelling 2010).